# Mór Balázs
Dans le nom hongrois Balázs Mór, le nom de famille précède le prénom, mais cet article utilise l’ordre habituel en français Mór Balázs, où le prénom précède le nom.
Mór Balázs, né Mózes Kohn le 5 mars 1849 à Pest et mort le 1er août 1897 à Remagen, est un homme d'affaires hongrois.

## Biographie
Mór Balázs est connu comme le fondateur de la Compagnie budapestoise du train électrique urbain (Budapesti Városi Villamosvasút Társaság), laquelle est à l'origine du premier tramway de la capitale hongroise. 